# Bitwa o Midway (film 1942)
Bitwa o Midway (ang. The Battle of Midway) – krótkometrażowy amerykański film dokumentalny z 1942 w reżyserii Johna Forda. Obraz składa się z kolorowych ujęć nakręconych podczas bitwy pod Midway i komentarzy wygłaszanych przez różnych narratorów m.in. Johnny’ego Governali’ego, Donalda Crispa, Henry’ego Fondę i Jane Darwell.

## Fabuła
W pierwszych sekwencjach filmu narrator Ray Milland wyjaśnia, gdzie znajduje się Midway oraz dlaczego ma strategiczne znaczenie. Kolejne ujęcia przedstawiają amerykańskich żołnierzy służących na wyspie, a całość komentuje kobiecy głos należący do Verny Felton. Ta pochodząca z miejscowości Springfield w stanie Ohio kobieta w pewnym momencie zwraca uwagę na chłopaka pochodzącego z jej miasta. Okazuje się nim pilot lotnictwa William E. „Junior” Kinney. Pokazany zostaje również materiał filmowy z jego rodziną.
Nagle narracja skupia się na samej bitwie, a przedstawione sceny ukazują obronę wyspy, walki na morzu i jej następstwa. Na końcu podane są japońskie straty.

## Produkcja
Kiedy w 1942 Marynarka Wojenna USA wysłała reżysera Johna Forda na Midway sądził, że wojskowi chcą, by nakręcił tam film dokumentalny o życiu w małej, odizolowanej bazie wojskowej. Dwa dni przed bitwą dowiedział się, że Japończycy planują atak na bazę i że przygotowywana jest obrona. Materiał, który podczas niej nagrał był całkowicie improwizowany. Gdy jeszcze spał, został obudzony przez odgłosy walki, więc szybko chwycił kamerę i rozpoczął filmowanie. W trakcie zdjęć został ranny, więc gdy powrócił do USA był witany jak bohater. Przez kilka dekad niesłusznie uważano, że był on jedynym operatorem, gdyż w rzeczywistości podczas zdjęć pomagali mu również Jack MacKenzie i Kenneth M. Pier.
Po powrocie reżyser obawiał się, że wojskowi cenzorzy nie dopuszczą do publicznej prezentacji jego materiału, więc po przybyciu do Los Angeles przekazał go Robertowi Parrishowi, by potajemnie go zredagował. Postanowił wpleść w niego także ujęcia z Jamesem Rooseveltem, synem prezydenta Franklina D. Roosevelta i oficerem Marine Corps. Kiedy później prezydent obejrzał go w Białym Domu powiedział, że chciałby, aby każda matka w Ameryce zobaczyła ten film, dzięki czemu uchronił go przed cenzurą. Został on także, wraz z czterema innymi produkcjami, doceniony przez Amerykańską Akademię Filmową i nagrodzony Oscarem w kategorii najlepszy dokument w 1943. 
Dystrybucją trwającego 18 minut obrazu zajęła się wytwórnia 20th Century Fox.
Ford był przerażony, tym że żołnierze, których poznał i filmował zginęli później w bitwie. Powiedział nawet, że w porównaniu do tych, którzy walczyli, on sam jest tchórzem. Podczas pobytu na Midway zaprzyjaźnił się z 8. Dywizjonem Torpedowym, z którego 29 na 30 żołnierzy zaginęło lub zginęło podczas walk. Materiał filmowy, który z nimi nakręcił zmontował później w ośmiominutowy film Torpedo Squadron 8, a jego kopie rozesłał rodzinom żołnierzy.

## Ścieżka dźwiękowa
Lista utworów:
| Utwór | Tytuł                           | Autor                                                   | Wykonawca |
| ----- | ------------------------------- | ------------------------------------------------------- | --------- |
| 1.    | America, My Country Tis of Thee | Lowell Mason (muzyka), Samuel F. Smith (tekst)          | chór      |
| 2.    | Anchors Aweigh                  | Charles A. Zimmerman (muzyka)                           |           |
| 3.    | Yankee Doodle                   | muzyka tradycyjna                                       |           |
| 4.    | U.S. Marine Corps Hymn          | Jacques Offenbach (muzyka), L.Z. Phillips (tekst)       | Marines   |
| 5.    | Red River Valley                | muzyka tradycyjna                                       |           |
| 6.    | Army Air Corps Song             | Robert Crawford                                         |           |
| 7.    | Star Spangled Banner            | John Stafford Smith (muzyka), Francis Scott Key (tekst) | chór      |
| 8.    | Onward Christian Soldiers       | Arthur Sullivan, Sabine Baring-Gould                    | chór      |
| 9.    | Over There                      | George M. Cohan (muzyka)                                |           |

## Kadry z filmu

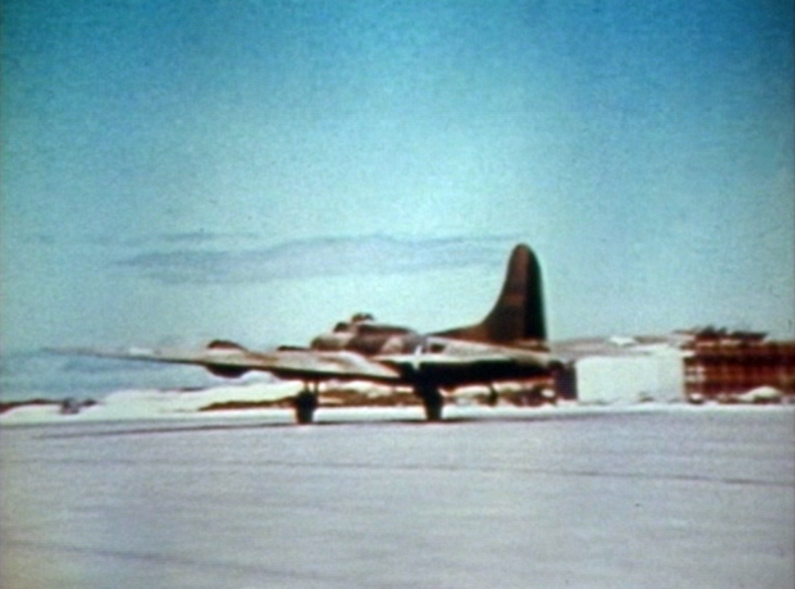
Ciężki bombowiec Boeing B-17 Flying Fortress startujący z Midway
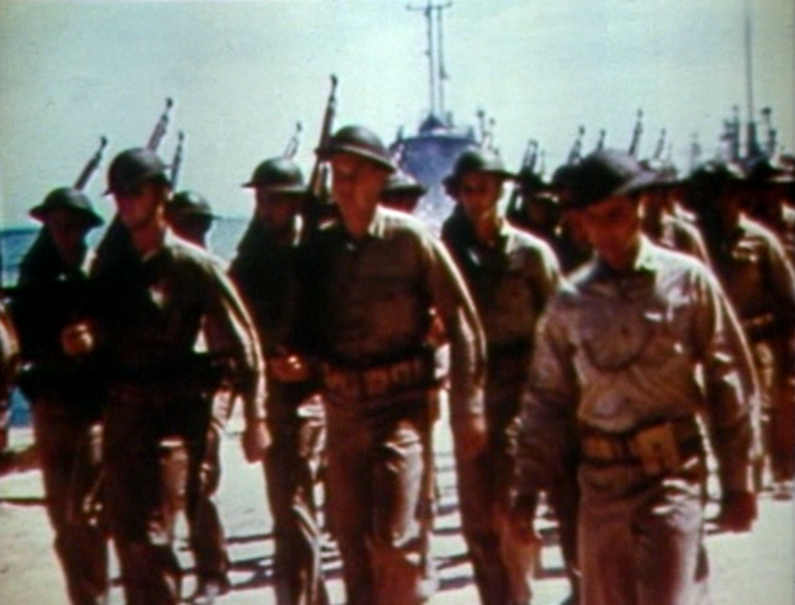
Grupa żołnierzy Marines
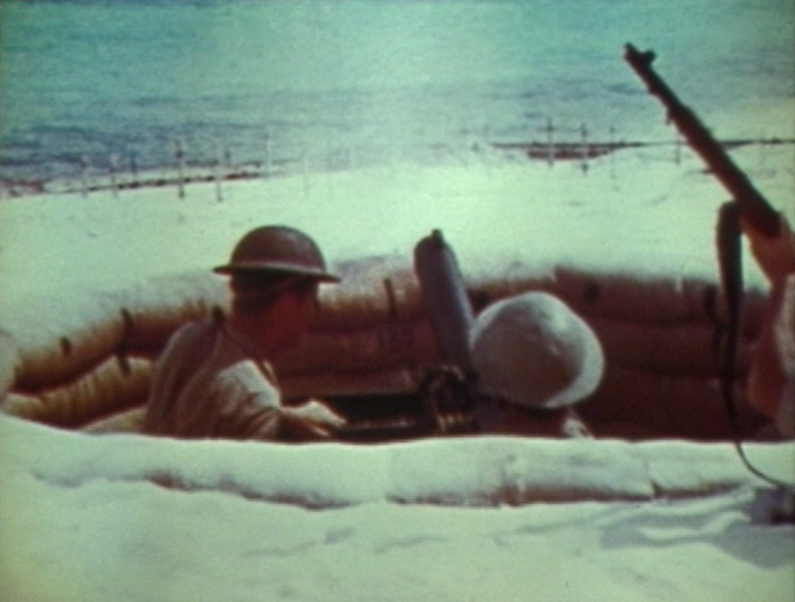
Żołnierze strzelający z karabinu maszynowego
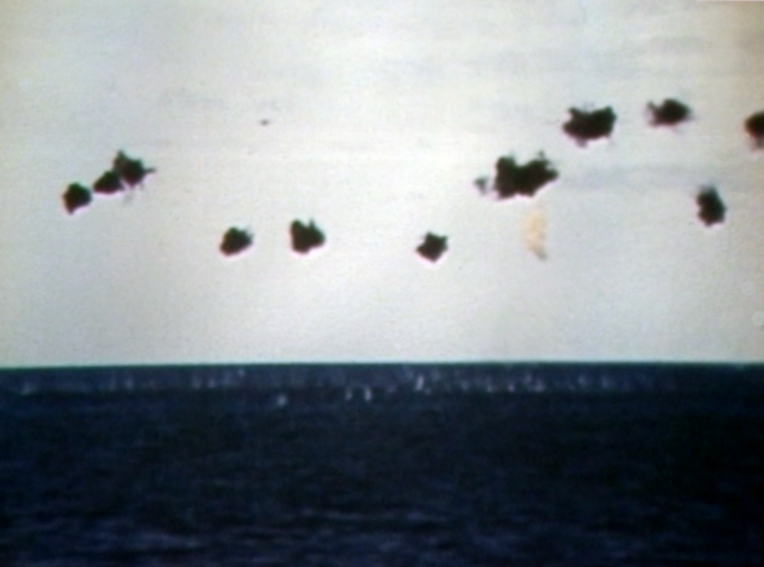
Ostrzał japońskich samolotów
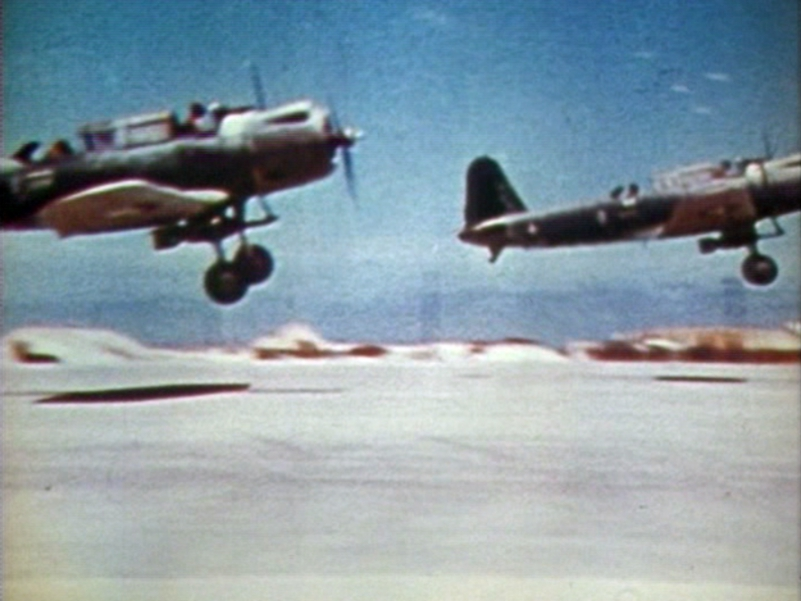
Bombowce nurkujące Vought SB2U Vindicator podczas startu
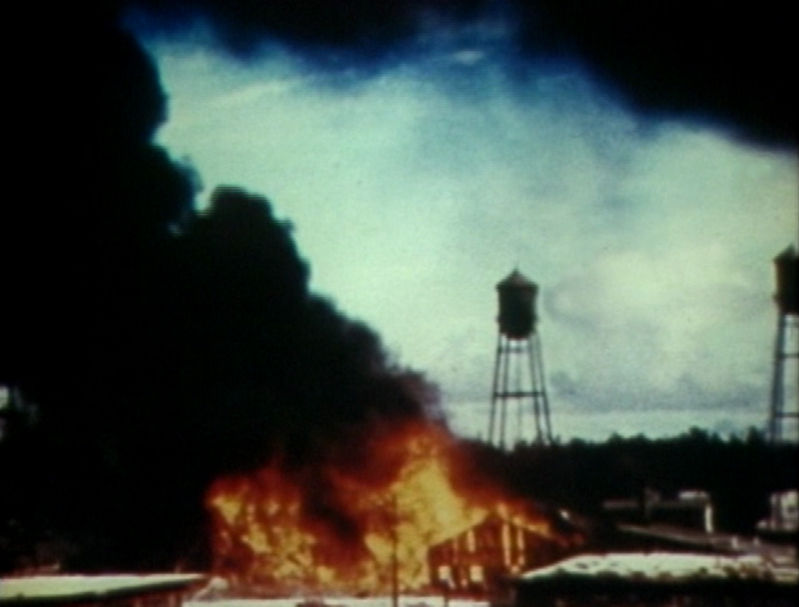
Amerykańska baza po bombardowaniu
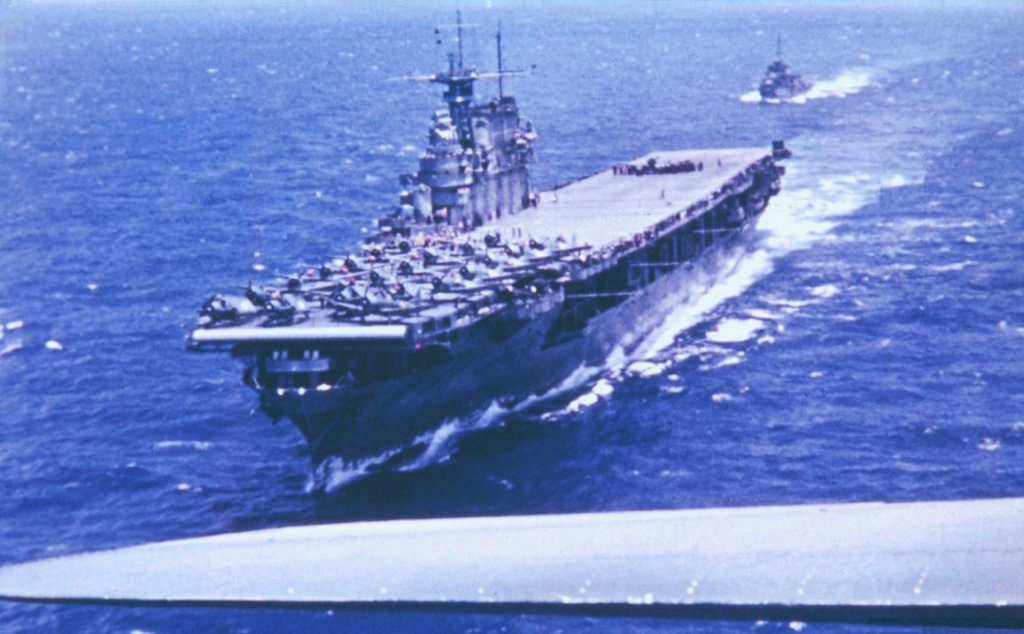
Lotniskowiec USS Hornet (CV-8)